# 因革叻·阿披素
因革叻·阿披素（1993年4月7日—），泰國男子羽毛球運動員。

## 簡歷
2018年6月，因革叻·阿披素出戰加拿大羽毛球公開賽，與塔努帕·威里扬恭打進贏得男子雙打比賽四強。

## 主要比賽成績
只列出曾進入準決賽的國際賽事成績：
| 年份   | 賽事                     | 公開賽級別 | 項目     | 拍檔            | 成績   |
| ------ | ------------------------ | ---------- | -------- | --------------- | ------ |
| 2013年 | 世界大學運動會羽毛球比賽 | 其他       | 混合團體 | －              | 銅牌   |
| 2017年 | 世界大學運動會羽毛球比賽 | 其他       | 混合團體 | －              | 銅牌   |
| 2018年 | 大阪羽毛球國際挑戰賽     | 國際挑戰賽 | 男子雙打 | 塔努帕·威里扬恭 | 準決賽 |
| 2018年 | 加拿大羽毛球公開賽       | 超級100賽  | 男子雙打 | 塔努帕·威里扬恭 | 準決賽 |
| 2018年 | 秋田羽毛球大師賽         | 超級100賽  | 男子雙打 | 塔努帕·威里扬恭 | 準決賽 |
| 2018年 | 印度羽毛球國際挑戰賽     | 國際挑戰賽 | 男子雙打 | 尼迪蓬·潘普佩克 | 準決賽 |

| 2007-2017年 | 首要超級賽 | 超級賽 | 黃金大獎賽 | 大獎賽 | 國際挑戰賽 | 國際系列賽 | 未來系列賽 | 其他 |

| 2018-2026年 | 總決賽 | 超級1000賽 | 超級750賽 | 超級500賽 | 超級300賽 | 超級100賽 | 國際挑戰賽 | 國際系列賽 | 未來系列賽 | 其他 |